# Cultura de Honduras

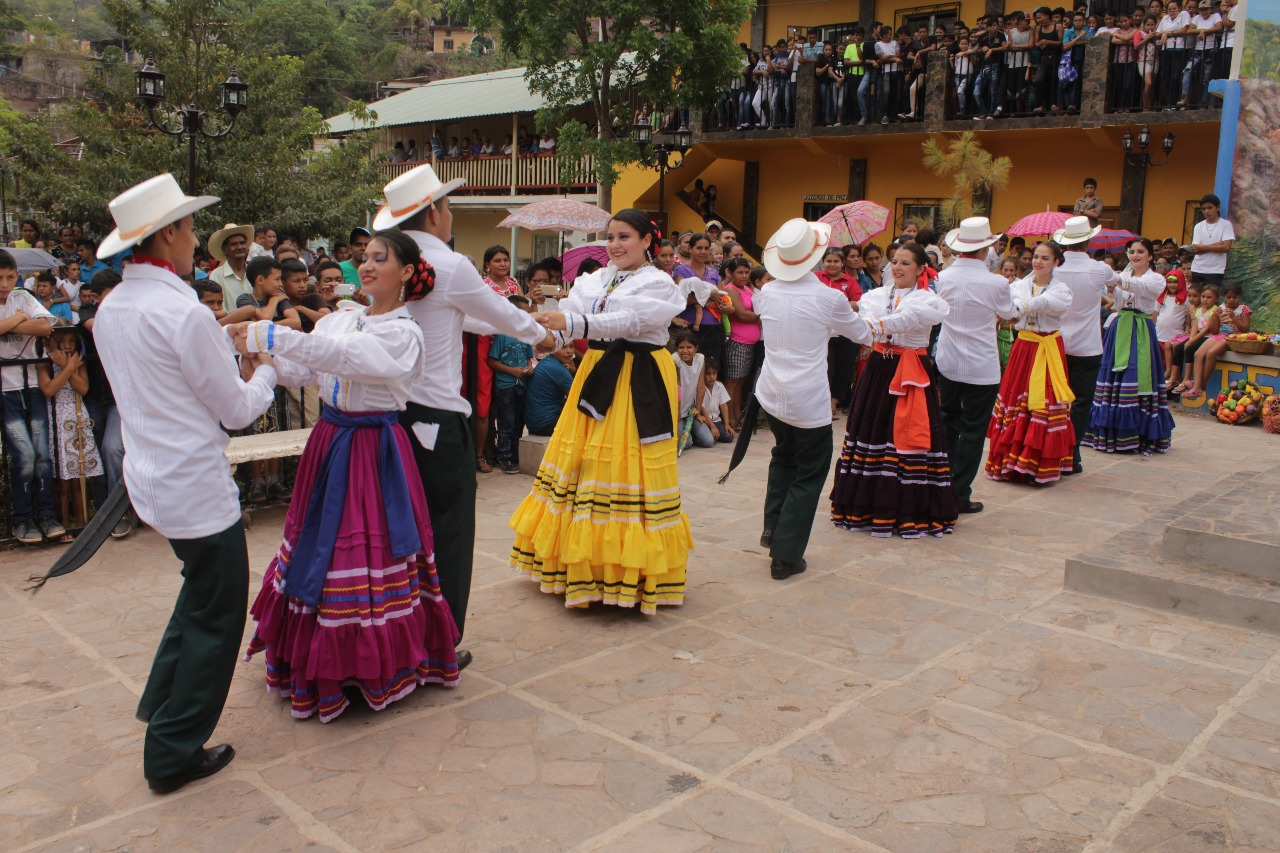
Baile folclórico tradicional de Honduras en Santa Bárbara.

La cultura de Honduras es el conjunto de expresiones de un pueblo, que representan la mayor parte de un país como: las costumbres, prácticas, códigos, normas y reglas de la manera de ser, vestirse, religión, rituales, normas de comportamiento y sistemas de creencias. 
Honduras es un país multiétnico, por consiguiente es un país multicultural. La composición étnica de Honduras es la siguiente: 2% blancos, 2,9% negros garífunas, 7% indígenas y el 87% de la población predominantemente es mestiza.

## Cultura popular
C
cas donde concurren grandes audiencias o espectáculos. Tales exposiciones artístico-culturales se llevan a cabo durante determinados días del año a través de celebraciones muy creativas.

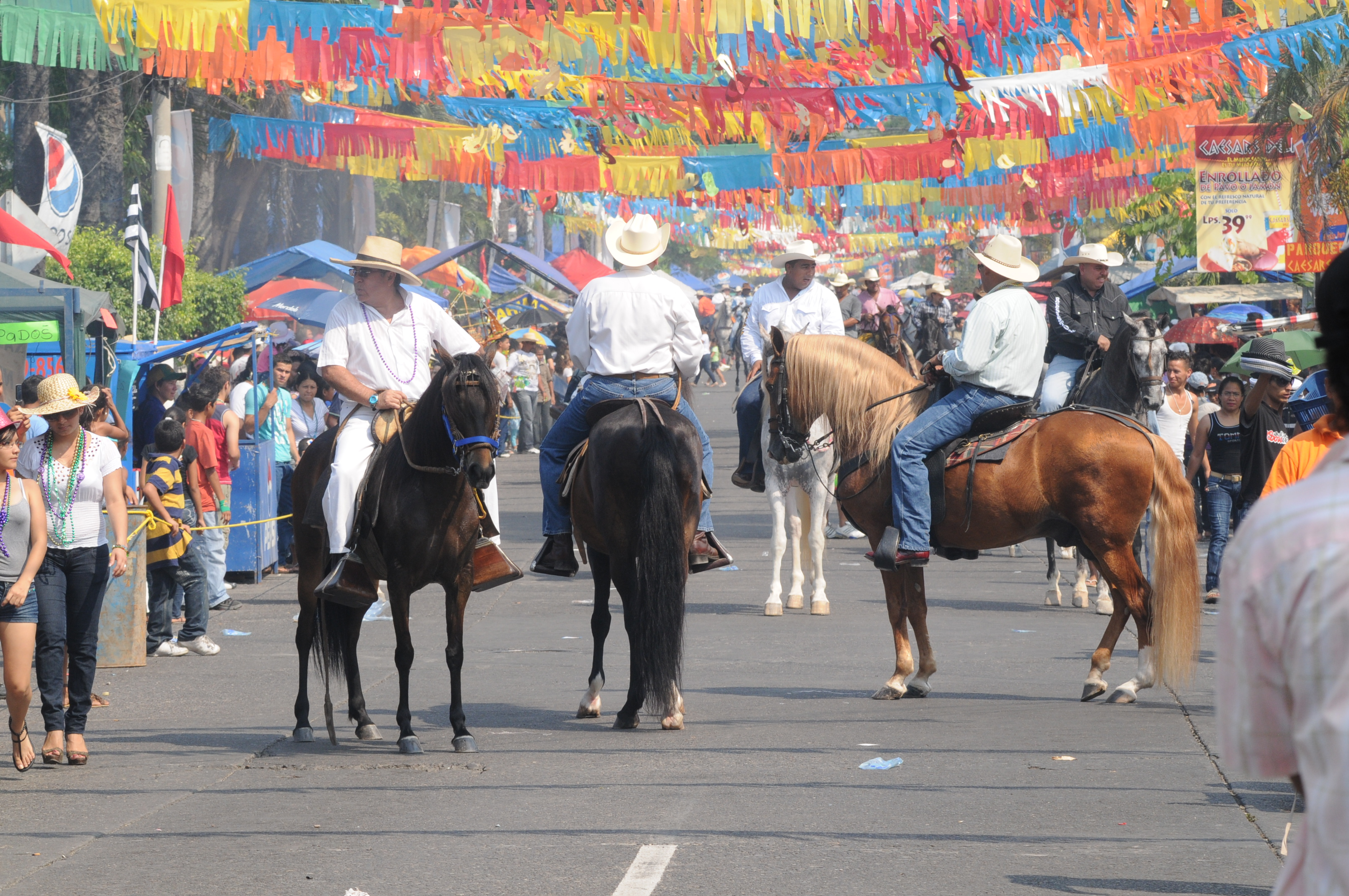
Carnaval de la Ceiba.

A través de todo el año se celebran en Honduras diversas ferias patronales entre las que destacan:
- La Feria Isidra de La Ceiba, evento que dura una semana y culmina con el "Gran Carnaval Ceibeño", o "Carnaval de la Amistad" el más popular en el país.
- Los hondureños también celebran; la "Feria Juniana" de San Pedro Sula que se distingue por sus conciertos musicales. La cual se celebra en junio con carnavales y juegos típicos de Juan José.
- Así también; Honduras celebra la Feria de Agosto en Puerto Cortés, la cual se asemeja a la experiencia que se vive en Venecia con desfiles de Góndolas y botes a lo largo de la bahía porteña y desde donde se lanzan, los fuegos artificiales que pueden ser observados desde cualquier punto de Puerto Cortés.
- La feria de Catacamas, Olancho,(FeriCat), En honor a San Francisco de Asís se desarrolla del 3 al 13 de octubre, Se celebra con desfile de carrozas, desfile hípico, toreadas típicas de Olancho y muchas actividades culturales más, finalizando el 13 de octubre con el gran carnaval
- La feria del Sur en San Lorenzo departamento de Valle Catalogada la mejor Feria patronal del sur conocida como la feria Internacional del Pacífico.

Entre los días de asueto más populares está el 15 de septiembre, Día de la Independencia de Honduras. Esta conmemoración, se lleva a cabo con desfiles de las escuelas y colegios de todo el país. También participan, algunas compañías quienes adornan el desfile con carrozas de cualquier tipo. A partir de la conquista de Honduras la religión predominante en el país es la católico, debido a ello se le da especial interés también a las celebraciones de Semana Santa. Durante las vacaciones de la Semana Santa, la mayor parte de la población aprovecha esta semana de feriado que comienza el miércoles y termina el domingo para pasear en las playas y balnearios del país, y disfrutar del verano tropical que solamente se disfruta en esta época del año principalmente en la Costa Norte y Sur de Honduras.
En diciembre, se llevan a cabo las celebraciones de la Navidad y el Año Nuevo los días 24 y 31 respectivamente. Durante estas celebraciones, en la mayoría de hogares hondureños se cocinan platillos especiales para la ocasión como lo son los tamales, piernas de cerdo al horno, pasteles o queques, etc. Toda esta celebración es complementada al final de la noche del 31, con fuegos artificiales y las explosiones de pólvora. En años anteriores se rellenaba un muñeco de "cuetes" de todo tipo, este "muñeco" representaba el año viejo, se reventaba en todos los lugares a la medianoche, dando así despedida al año que finaliza. Actualmente la tradición del "año viejo" sigue presente en distintos lugares del país.   
Otras celebraciones de especial interés para el hondureño son: el Día del Niño, el Día de la Mujer Hondureña, el Día de la Madre, el Día del Padre y el Día Internacional del Trabajo el, 1 de mayo, el cual en muchas oportunidades se ha utilizado para protestar por mejoras salariales, mientras que en otros simplemente para celebrar. [cita requerida]

## Diversidad cultural

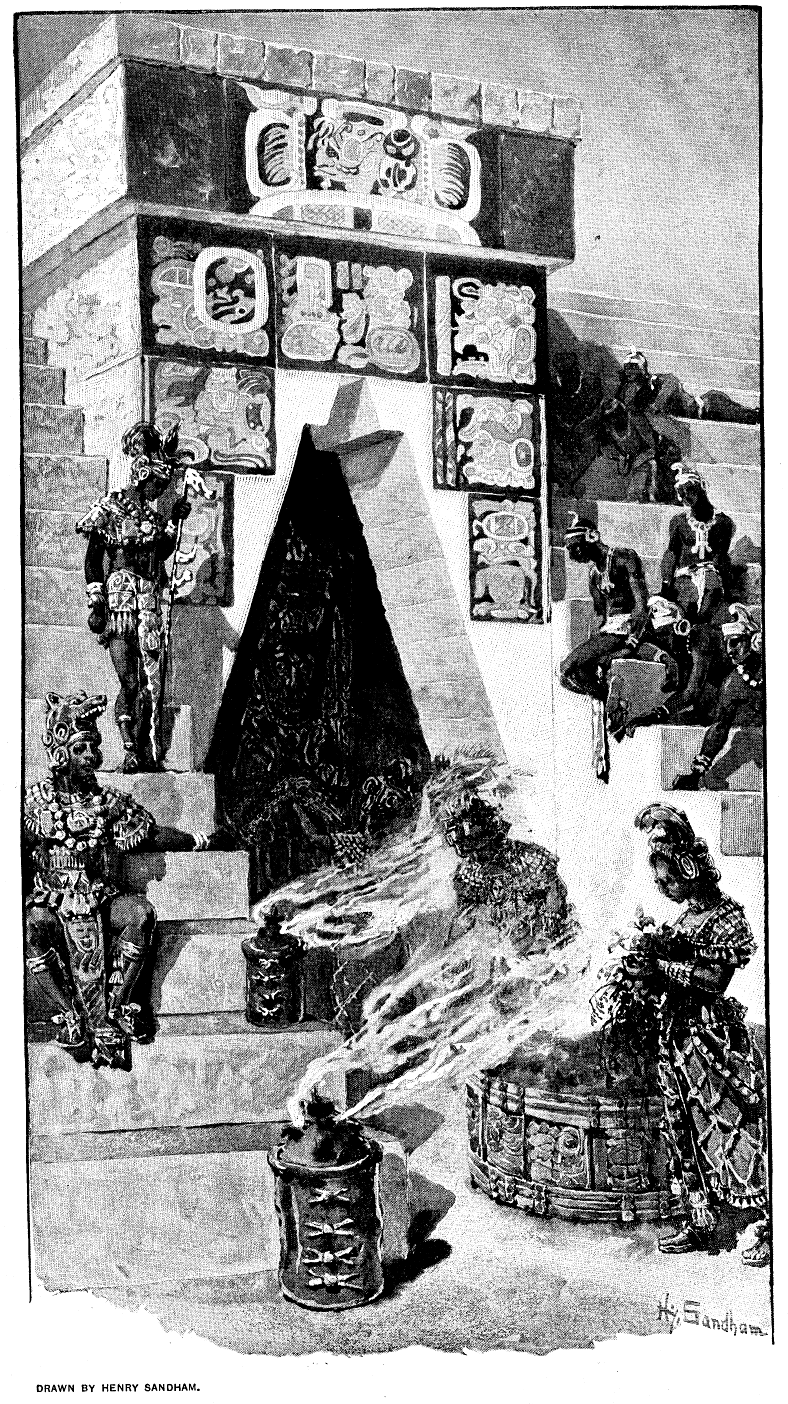
Grabado que representa a la cultura Maya.

Honduras es un país multiétnico y multicultural, con una herencia de más de 12 mil años de historia, las primeras sociedades que habitaron el país. El 6% de la población hondureña es indígena de diferentes grupos o etnias, entre ellas tenemos las siguientes.
- La civilización maya fundó desde el II d. C. la ciudad Copán, fue gobernada por la dinastía Yax Kuk Mohasta el siglo X d. C. Desarrollaron ampliamente muchas disciplinas como la escultura, pintura, astronomía, matemáticas, música y literatura. También desarrollaron la agricultura, la navegación marítima, la pesca, la domesticación de animales y la ganadería, siendo descendientes directos son los Chortís.
- La sociedad Lenca, quienes habitan la zona central y sur del país.
- La sociedad Tolupanes habitaban la zona norte del país.
- La sociedad Pech, habitan la zona este del país.
- La sociedad Tawahka, habitan la zona este del país cerca de donde hoy es Nicaragua.
- La sociedad Chortís habitaban la zona oeste del país, donde 500 años antes gobernaban el imperio mayas.
- La sociedad Chorotega, habitan la zona sur del país.

Luego de la colonia se formaron nuevos grupos en el país:
- La sociedad garífuna.
- La sociedad misquita

- La sociedad creole, establecidos en las Islas de la Bahía.

### Cultura Lenca

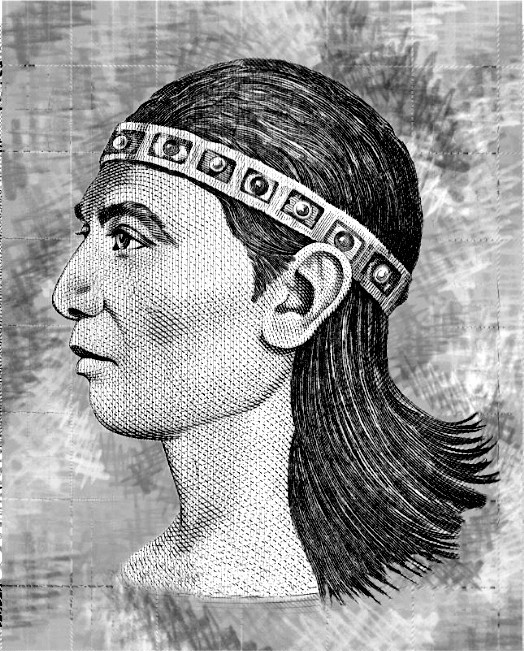
El cacique Lempira, un icono nacional y parte de la identidad de los Lenca.

La sociedad Lenca conforma el grupo indígena mayoritario, dieron resistencia a los conquistadores españoles, quienes tuvieron que recurrir a diversas tácticas y trucos para poder someterlos.
El cacique Lempira, uno de los próceres hondureños, formó parte de la tribu de los Lencas. Su muerte a manos de Rodrigo Ruiz, significó la conquista final del territorio hondureño por parte de los españoles.
En la parte cultural, los Lencas han perdido su lengua y la mayoría de sus prácticas religiosas, Aunque todavía practican pactos de paz entre ellos, así como ofrendas a sus dioses ancestrales, y algunos de ellos todavía conservan su forma original de vestir. Su base alimenticia proviene de la siembra de granos básicos, especialmente el maíz; de donde aportaron culturalmente a Honduras la ‘Chicha’. Mientras que en el plano artístico-económico los Lencas se destacan por la alfarería.

### Cultura Garífuna

Bandera Representativa de los Garífunas.

Los garífunas de Honduras provienen de las Antillas Menores y más específicamente de la isla de San Vicente. Desde este lugar, los garífunas fueron deportados por los ingleses en pequeñas embarcaciones logrando arribar a las Islas de la Bahía en el año de 1797. A este grupo de aproximadamente 2000 garífunas, posteriormente se le sumaron a finales de los 1800’s y a principios de los 1900’s, otro considerable número de inmigrantes garífunas con el propósito de aliviar la escasez de mano de obra en Honduras. A lo largo de su historia, los garífunas se han establecido en el litoral Atlántico de Honduras, siendo los departamentos de Islas de la Bahía,
Cortés, Atlántida y Colón donde concentra el mayor número de garífunas hondureños.

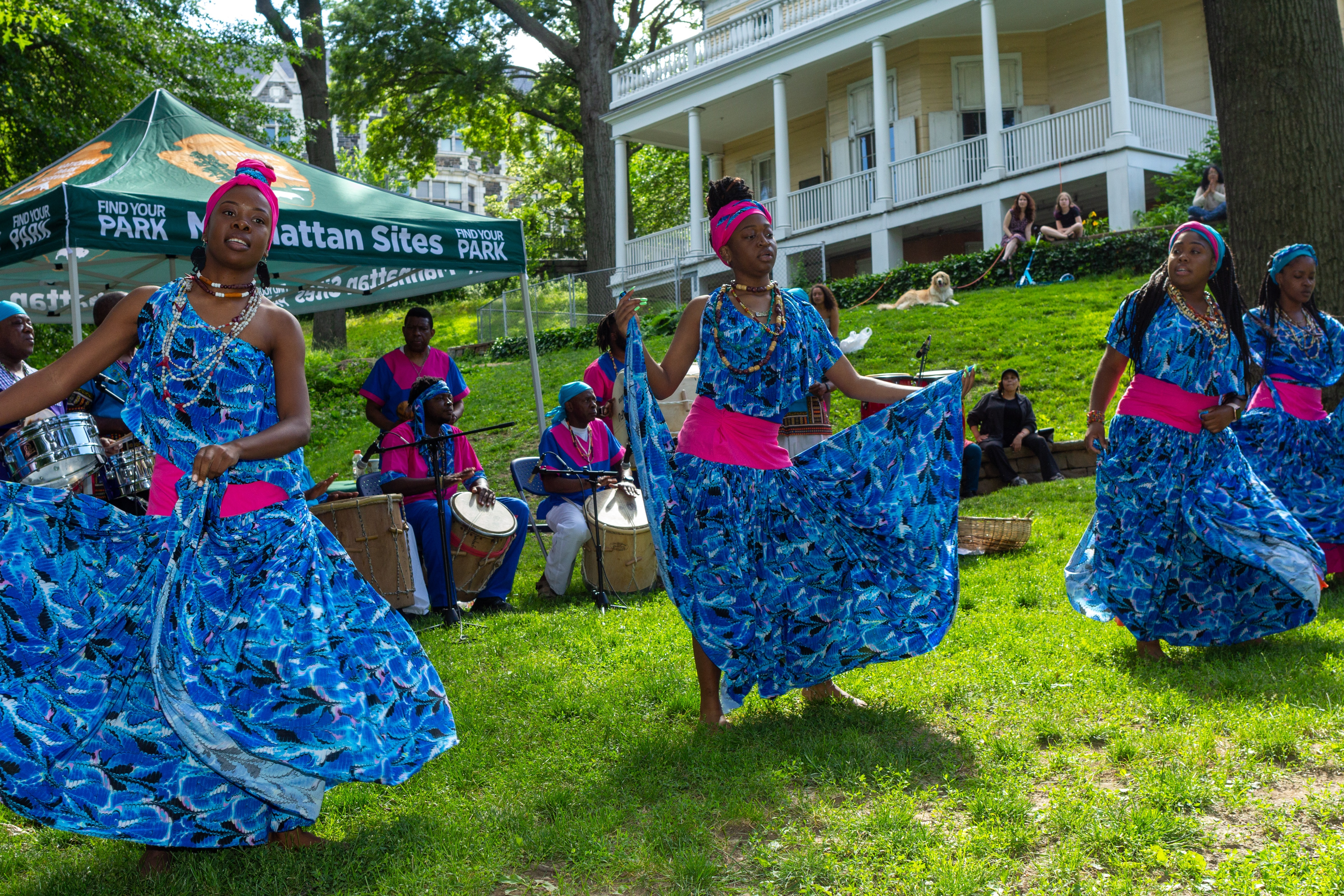
Danzarinas garífunas.

Este territorio le ha permitido a este grupo, depender de los recursos marinos que provee la costa norte de Honduras. Los mariscos, los granos, frutas, y legumbres costeras forman parte de la base alimenticia de este grupo étnico, entre los que destacan: El pescado, el plátano y la yuca. De este último sacan el famoso ‘casabe’, el cual se sirve casi de forma diaria en los hogares garífunas.
La costa Atlántica de Honduras también les permite a los garífunas conservar sus costumbres afro-caribeñas entre las que destacan: Su lengua garífuna, su sistema religioso conocido como ‘dugú’. Aunque es de hacer notar que hoy en día, la mayoría ha llegado a aceptar la religión católica. La aportación cultural más importante a nivel mundial de los garífunas hondureños es el baile ‘Punta’ el cual llegó a alcanzar altos niveles de popularidad a principios de los años 1900’s luego del éxito musical ‘Sopa de Caracol’, impulsado por el grupo ‘Banda Blanca’ de Honduras. A nivel deportivo, los garífunas han sobresalido en gran manera, particularmente en el fútbol. Muchos han sido los integrantes de este grupo étnico, que han formado parte de la selección de fútbol de Honduras.
A partir del 2019, la Universidad Nacional Autónoma de Honduras celebra el Encuentro Nacional Garífuna Interuniversitario Cultural, Artístico y Académico anualmente.

## Folklore de honduras
En Honduras es muy variado e interesante por los elementos culturales que resultan en cuatro grandes grupos raciales (indígenas, españoles, negros y mestizos), cada departamento tiene sus propias tradiciones, vestuario, música, creencias, religión, leyendas, todos estos elementos son creados y transformados por la gente del pueblo.
Dentro del Folklore podemos encontrar diversos elementos y uno de ellos es la Danza Folklórica, Entre ellas están 
- La Campesina
- La tuza
- El cascareño
- Palito Verde
- Los Lirios
- Guapango Chorotega

## Artes
Las artes han florecido en el territorio de Honduras mucho antes de la conquista española, destaca el arte maya en la ciudad de Copán.

### Música

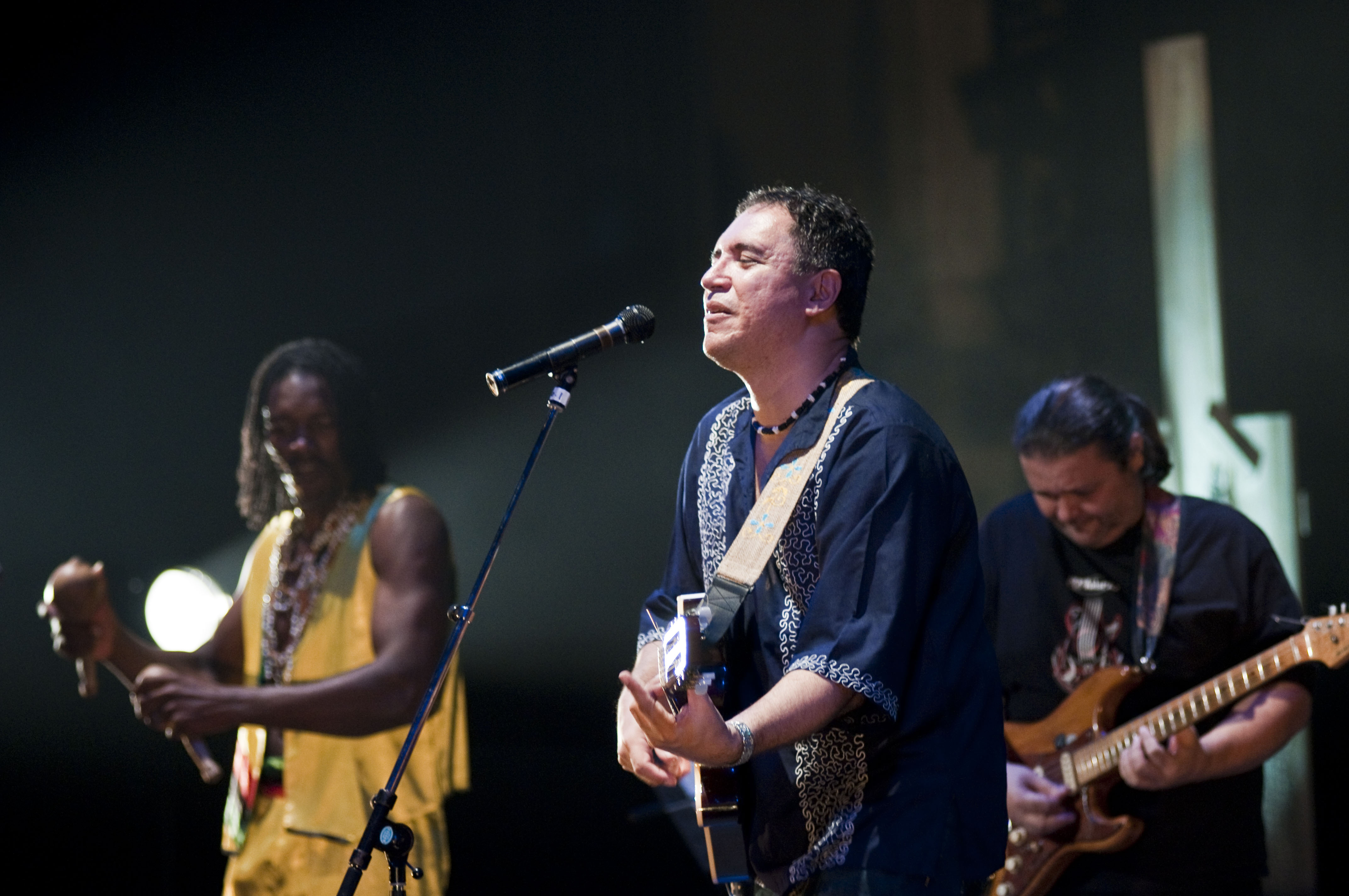
Guillermo Anderson en concierto.

La música en Honduras ha florecido desde periodos prehispánicos, mucho antes de la colonia, algunos de los instrumentos prehispánicos autóctonos son los siguientes: Aerófonos, Rana de Barro de Yaxchilan, Zampoñas, Quenas, Charangos, Tambores.
Luego de la colonización se crearon nuevos instrumentos musicales: El caracol, flautas, algunos instrumentos de percusión y la Marimba. Dentro de la música Criolla o folclórica tenemos las siguientes: "El Candú", "El Pitero", "Torito Pinto", "Flores de Mimé", "El Bananero".

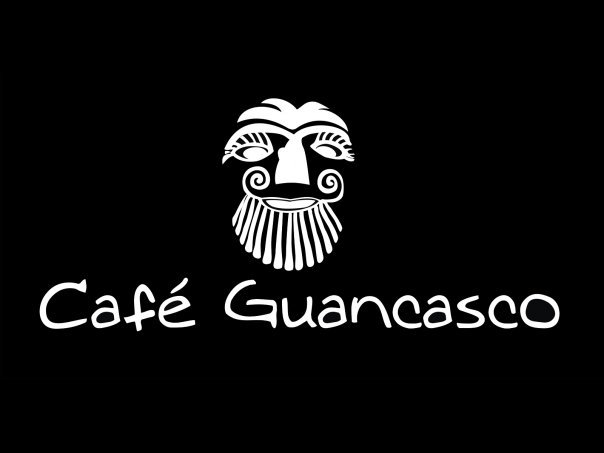
Isologo de la banda Café Guancasco.

Algunos de los músicos notables de Honduras incluyen: Rafael Coello Ramos, Francisco Díaz Zelaya, Miguel Sierra, Lidia Handal, Francisco "Chico Lara", Victoriano López, Guillermo Anderson, Diana Lara, Melina Pineda, José Yeco, Mario de Mezapa, Matilde de Quan, María Isolina, Julio Quan, Víctor Donaire, Francisco Carranza, Camilo Rivera Guevara, Javier Monthiel, Moisés Canelo, Karla Lara, Hunty Gabbe , Jorge Mejía, Eduardo (guayo) Cedeño, Camilo Corea, Jackie Espinal, El pianista Óscar Rossignoli, Rudy Thopmsom, José Antonio Velásquez, Yireh Wilson, Ángela Bendeck, Grupo Natural, Los Bohemios del Reguetón, Polache, Javier Reyes, Jorge Santos, Héctor David, Ángel Ríos, Norma Erazo, Sergio Suazo, Manu Martínez, entre otros.
A nivel internacional destacó el grupo musical: 'Banda Blanca'; con sus hits "Sopa de Caracol", "Fiesta", "Saben Quien Llegó", entre tantos otros. Aunque el grupo produce ritmos merengueros, el calipso y otros ritmos afro antillanos, su especialidad es el ritmo 'Punta'. El cual popularizó en los años 1990.

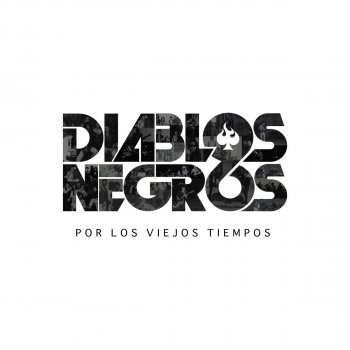
Diablos Negros, Banda de rock Hondureña vigente desde 1982.

Honduras posee una cultura del Rock muy arraigada que data desde los años 60 con el nacimiento de grupos como "Los Robbins", en años posteriores  se sumaron grupos tales como Diablos negros, Delirium, Le Fou, La Pared, Café Guancasco, Horus etc.

### Gastronomía

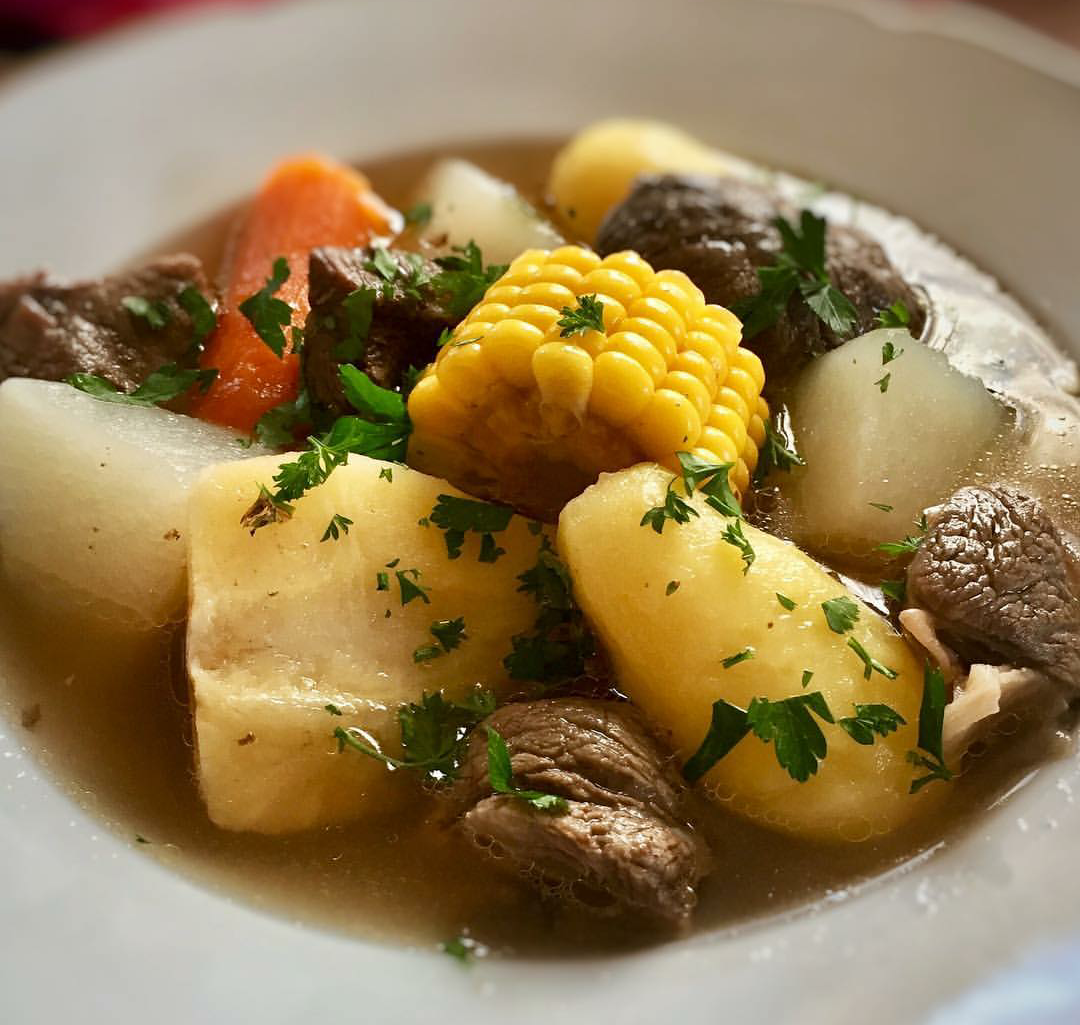
Sopa de olla es un platillo popular en Honduras y América central

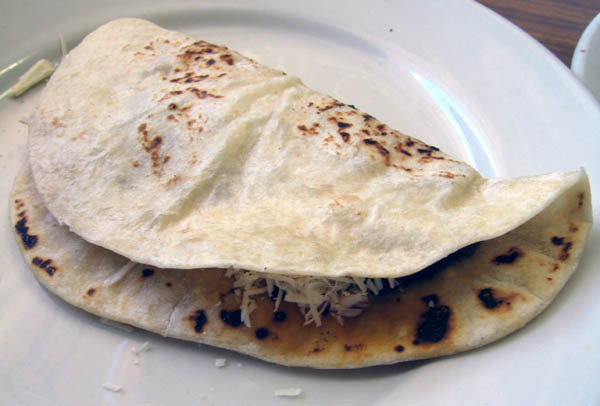
Imagen de una baleada.

Honduras cuenta con una variedad de platillos tradicionales: La baleada es uno de los platos más representativos de la Gastronomía Hondureña. Está compuesta básicamente; por una tortilla de harina, la cual se dobla y se rellena con frijoles fritos, queso seco y mantequilla crema. Otros le agregan; carne asada o huevos revueltos al gusto, a veces también se le agrega aguacate o chorizo pero con cualquiera de estos ingredientes es muy deliciosa. Además de las baleadas, también son populares: La carne asada con chimol, pollo en arroz de maíz, pescado frito con encurtido de cebolla, y el plato típico garífuna que es pescado frito en aceite de coco. Hay otra comida muy popular llamada macheteada que es una fritura de masa de harina azucarada al que se le hacen tres hendiduras, de ahí su nombre macheteadas. las tajadas con carne o pollo también son muy populares en Honduras y se el pollo con tajadas es más conocido como pollo chuco por los hondureños y se vende en muchas esquinas al igual que las baleadas y la gente los hace caseros y los venden y normalmente les va muy bien.

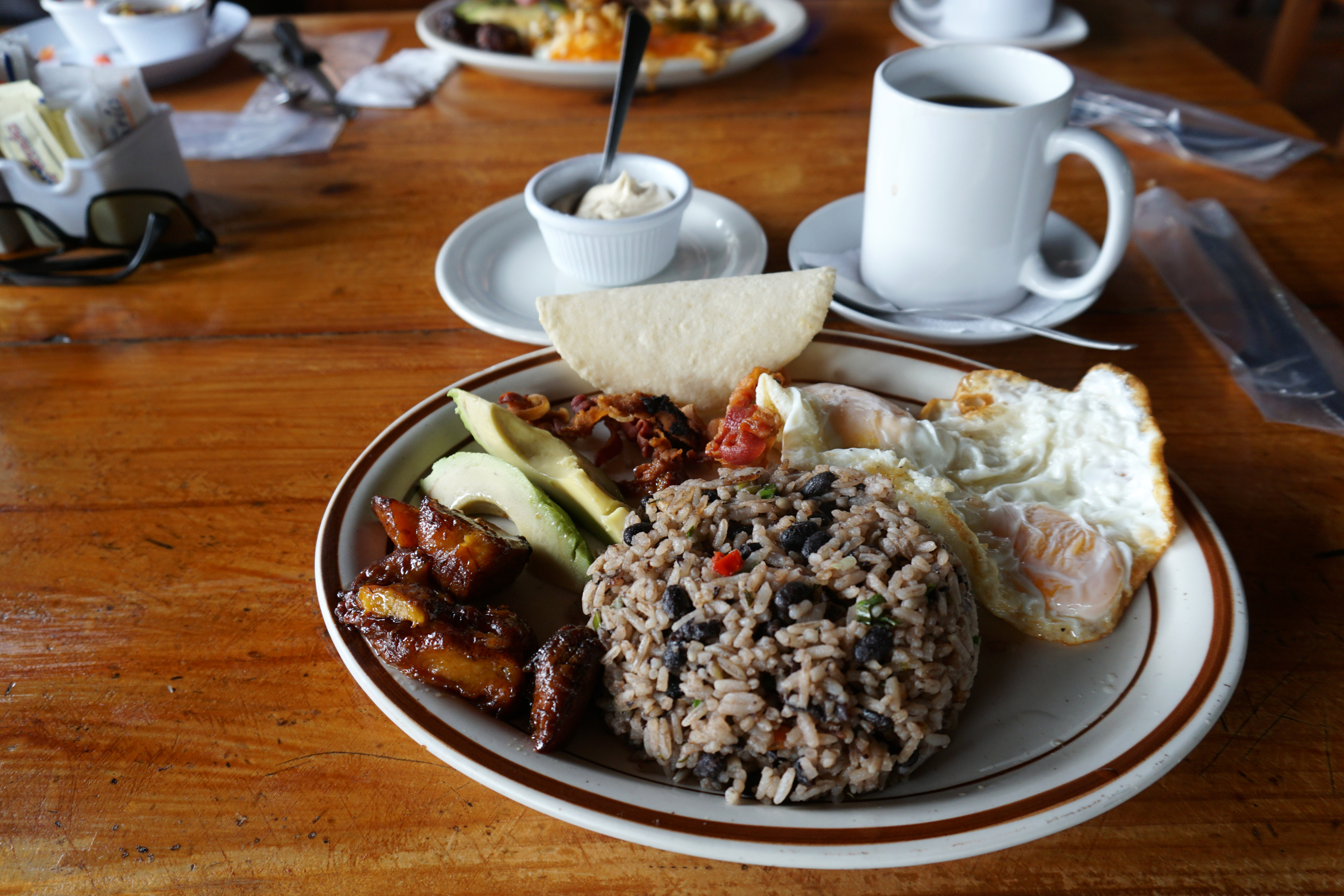
Desayuno típico tradicional de Honduras.

La carne asada, se ha vuelto un plato típico, como se lee anteriormente, servida con chimol (tomate, cebolla, pimiento o chile verde dulce, perejil todo picado en cuadritos y sazonado con limón, sal y pimienta) servido con frijolitos fritos, queso y tortilla de maíz, se le puede agregar chorizo (Olanchano y de Comayagua que son ricos), aguacate y mantequilla o crema y si el estómago es apto y mucha hambre un plátano maduro frito. Otros platillos son las montucas, enchiladas, nacatamales de maíz, "mondongo" o sopa de tripa y una abundante selección de frutas tropicales como: mango, papaya, piña, ciruela, zapotes y fruta de la pasión (maracuyá). También se preparan con frecuencia la carne a la parrilla, las chuletas de puerco y pollo acompañados con tortillas, frijoles rojos, arroz y, desde luego, plátanos fritos.
En las áreas costeras y en las Islas de la Bahía los mariscos se preparan de diversas maneras y algunos platillos se preparan con coco. Las áreas turísticas cuentan con restaurantes de cocina internacional y platillos estilo americano.

### Literatura

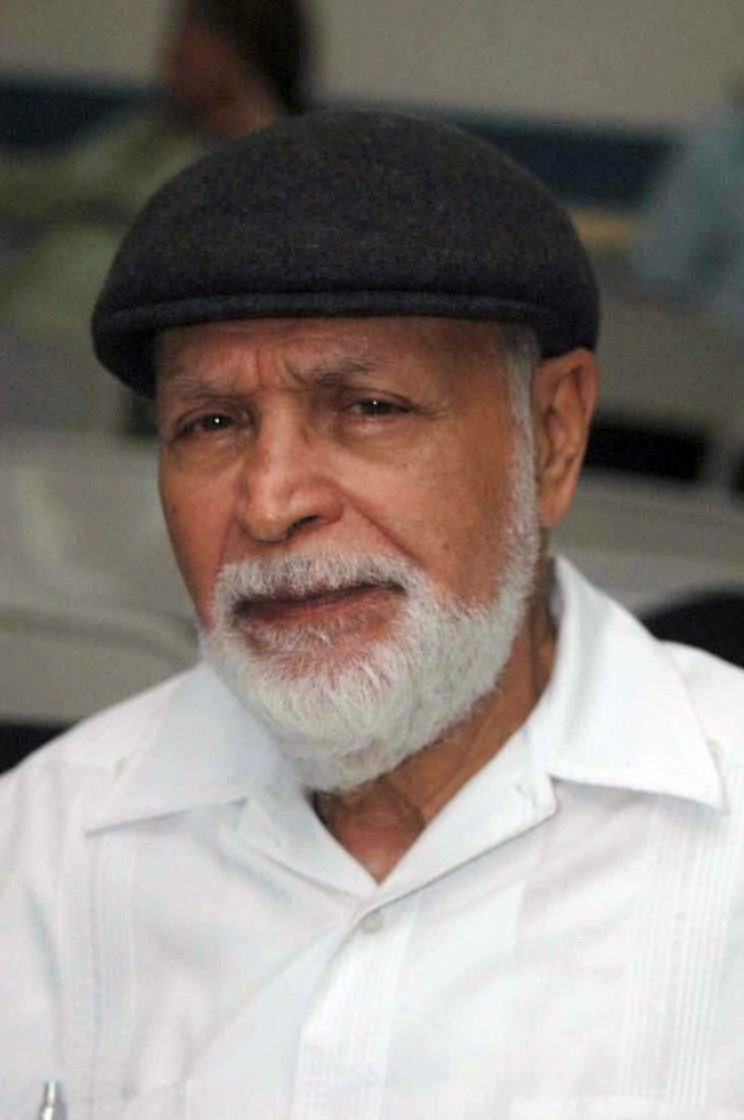
Célebre Poeta Hondureño Roberto Sosa.

La literatura en el territorio de la actual Honduras se remonta a hace más de mil quinientos años, fue desarrollada por la civilización maya en la ciudad de Copán, la Escritura Maya de nuestros antepasados que empleaba logogramas y glifos silábicos la literatura maya se encuentra conservada en las estelas, pirámides y templos en Copán. La ciudad de Copán alberga la pirámide más informativa de América, la pirámide de los jeroglíficos que cuenta con más de 2500 glifos.
Entre los escritores más notables de Honduras son David Fortin, Froylán Turcios Juan Ramón Molina, Rafael Heliodoro Valle, Antonio José Rivas, Clementina Suárez, Ramón Amaya Amador, Marco Antonio Rosa, Roberto Sosa, Lucila Gamero de Medina, Roberto Quezada, Armando García, Helen Umaña, Alberto Destephen, Argentina Díaz Lozano, Rony Bonilla y Julio Escoto. Entre los escritores contemporáneos se encuentran Ernesto Bondy Reyes, Giovanni Rodríguez, Glenn Lardizábal, Bayardo de Campoluna, Venus Ixchel Mejía, Alex Darío Rivera, Azucena Ordoñez Rodas, entre otros.

### Pintura
Desde 1940 existe la Escuela Nacional de Bellas Artes (Honduras), centro del cual han egresado varios pintores de reconocimiento internacional.
En Honduras han destacados muchos pintores, como José Antonio Velásquez, quien fue reconocido como el primer pintor primitivista de América y Francisco Alvarado Juárez.
El maestro Roque Zelaya conocido pintor primitivista, el retratista Mario Castillo, Carlos Garay, Teresa Victoria Fortín Franco, Dante Lazzaroni Andino, Miguel Ángel Ruiz Matute, Julio Vizquerra, César Milla, Rolando Rodríguez "Sambo", Andrés Pacheco y José Manuel "Pito" Pérez Asturias entre otros muchos.

### Escultura
En el campo de la escultura sobresalen Mario Zamora, Virginia Castillo, Santos Arzu Quioto, Santos Guardiola, Rolando Trochez, Lezama, Gregorio Sabillón, Manuel Rodríguez Velázquez, entre otros.

### Teatro

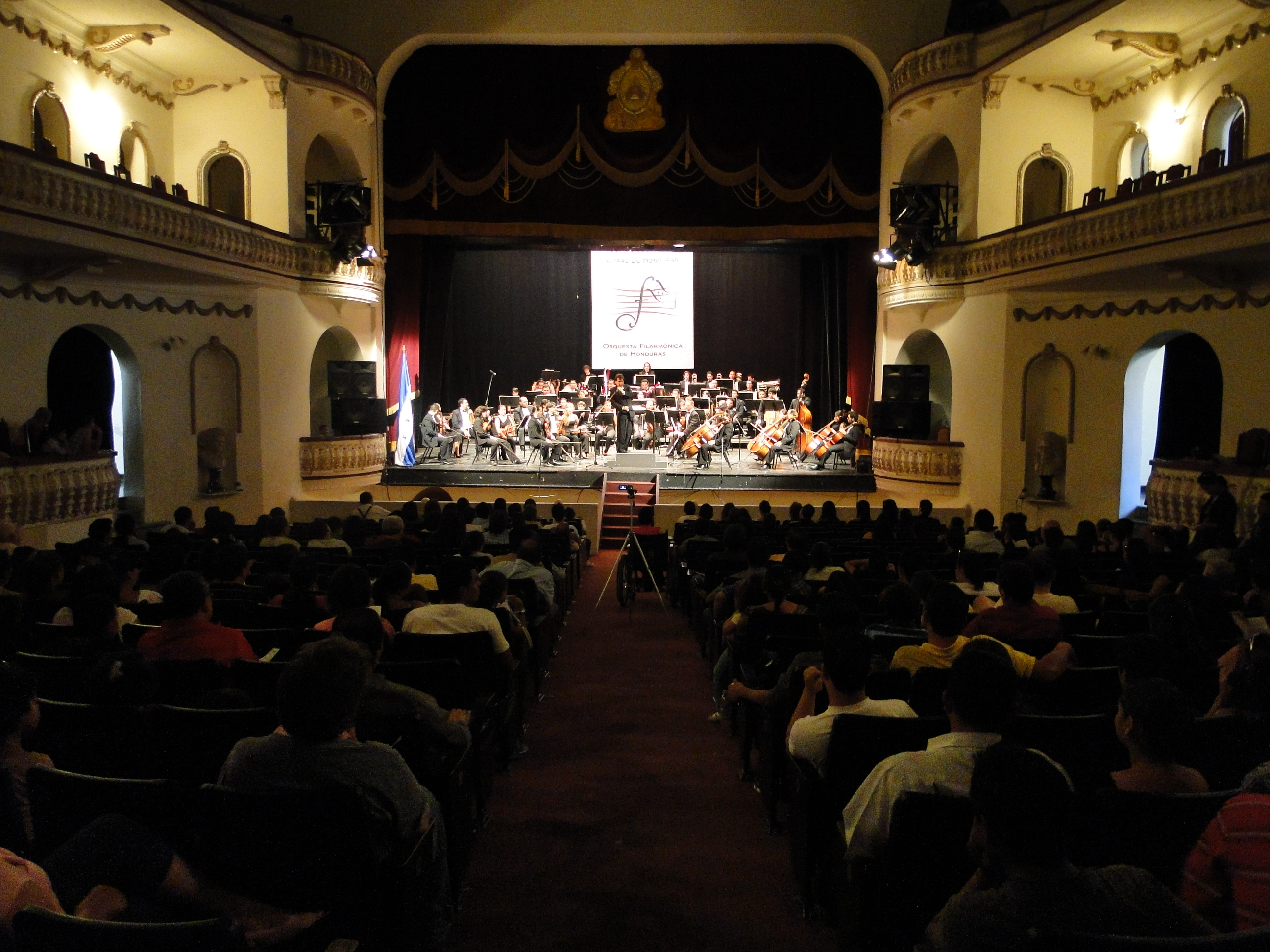
Teatro nacional Manuel Bonilla en Tegucigalpa

Las representaciones teatrales en Honduras datan desde el periodo colonial, comenzaron en el siglo XVI, la primera presentación teatral en Honduras se realizó en el año 1750, al aire libre, en la ciudad de Comayagua, la obra representada fue el Diablo Cojuelo. En 1915 se funda el Teatro Nacional Manuel Bonilla.
Los centros de formación teatral en Honduras son los siguientes:
- Escuela Nacional de Teatro
- Teatro La Fragua
- Centro de Capacitación en Artes Escénicas (CC-ARTES) San Pedro Sula[4]
- Departamento de Arte – Universidad Nacional Autónoma de Honduras (UNAH)
- Departamento de Arte – Universidad Pedagógica Nacional General Francisco Morazán (UPNGFM).
- Grupo de Teatro Bonsái en Puerto Cortés (filmaron el primer cortometraje del puerto más importante de Centroamérica)
- Teatro José Francisco Saybe - San Pedro Sula

En teatro sobresalen las obras del padre José Trinidad Reyes Sevilla fundador de la Universidad Nacional Autónoma de Honduras.
Hoy en día sobresalen las obras del renombrado Rafael Murillo Selva, que datan desde la década de 1970, con el TEUM: Teatro Experimental Universitario de la Universidad Pedagógica Nacional Francisco Morazán.

### Caricatura
Los caricaturistas hondureños han publicado sus trabajos especialmente en los periódicos, diarios y revistas que se editan tanto en la capital Tegucigalpa, MDC como en la ciudad de San Pedro Sula; siendo algunos de los expositores de este arte, el maestro "Mito" Bertrand, Roberto Ruiz, Ramón Villeda Bermúdez (Raviber), Darío Banegas, Bey Avendaño, Rodolfo Deras, Sergio Chiuz, Douglas Montes de Oca (Doumont), Norman Allan Sauceda (McDonald), Napoleón Ham, entre otros.
Con la aparición de nuevos medios impresos y digitales, y con la facilidad que brindan los blog's y las redes sociales, una nueva generación de caricaturistas, publica sus trabajos tanto en formato impreso como en digital, de los cuales destacan: Luis Barahona (Garabatos), Gustavo Rivas, Checho, Roberto Núñez y Luis Chávez entre otros.

### Ópera
La Temporada de Ópera es celebrada entre los días 3 a 8 de octubre de cada año desde 1992, y es organizada por la Fundación Musical de Honduras  donde se presentan óperas clásicas en el Teatro Nacional Manuel Bonilla.
La entrada tiene un precio de 1,000 Lempiras y durante las noches populares un precio de 400 lempiras. Aun así la Ópera se presenta regularmente en los diferentes teatros de Honduras.

### Cine

El Xendra, es una película hondureña que mezcla elementos de ciencia ficción suspenso.

El primer cieneasta hondureño fue Sami Kafati, estudió cinematografía en Roma en la década de los años 60. Su primera obra cinematográfica, fue la película experimental Mi Amigo Ángel, producida en el año 1962 y es la primera película en la cinematografía de Honduras.
Otras producciones nacionales son "No hay Tierra Sin Dueño" (1984-1996), largometraje de ficción de Sami Kafati. Actualmente destacan los dramaturgos Hispano Durón Gómez, Mario Jaén, entre otros.
Algunas de las películas producidas en Honduras más recientemente son las siguientes:
- "Anita, la cazadora de insectos", producida por Hispano Durón,
- "Amor y frijoles" de Guacamaya Films en 2009,
- "Almas de la Medianoche", (2001) de Juan Carlos Fanconi,
- "El Cuerpo Extraño", de José A. Olay,
- "El Reyecito", de Fosi Bendeck,
- "Alto Riesgo", de René Pauck,
- "Voz de Ángel", de Francisco Andino,
- "Lado", de Esaú Adonai,
- "El Último Secuestro", de José A. Olay, con la actuación de Marianela Ibarra, Nelyi Larice, Glen Lopez, Mario Sarmientos
- "Nos Vale Verga" de Regina Águila.
- "Unos Pocos con Valor" (Los pájaros de Belén) por Mario Berrios, Producida por Ismael Bevilacqua, dirigida por Douglas Martin (2010)
- "Quien paga la cuenta" de Guacamaya Films (2013) con la actuación de Jorge Flores, Nelyi Larice, Ozcar Izacas, Sandra Ochoa, Maritza Perdomo, Anuar Vindel
- "El Xendra" de Juan Carlo Fanconi (2012)
- "Un lugar en el caribe" de Juan Carlo Fanconi (2017)

El cine hondureños ha tenido un auge en la última década, el crecimiento de los cineastas y el apoyo por parte de instituciones y empresas privadas a concursos a motivado a jóvenes estudiantes de las carreras relacionadas con las comunicaciones a crear sus propios cortometrajes, cortos documentas y documentales. El Festival Ícaro, es el más importante festival internacional de cine a nivel Centroamericano y el Caribe.
Después de once meses de discusión y de su aprobación  en el Congreso Nacional, el 6 de diciembre de 2019 entró en vigor la Ley de Cinematografía de Honduras, tras ser publicada en el Diario Oficial La Gaceta.

### El Gobierno y Las Artes

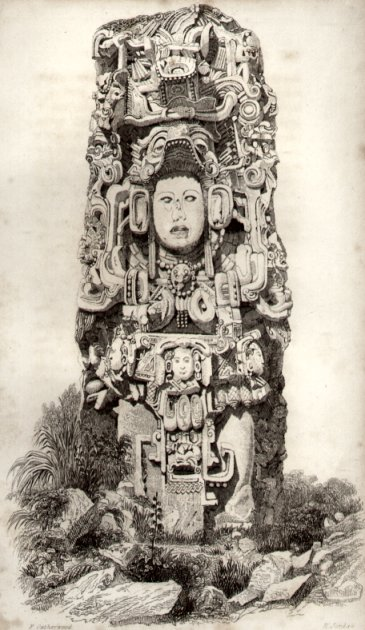
Estela Maya.

A pesar de los grandes retos económicos y sociales que enfrenta el país, las artes continúan desarrollándose en Honduras, y parece que hay un despertar en cuanto a las ciencias; sin embargo, la inversión estatal en materia cultural es poca.
El presupuesto de la Secretaría de Cultura, Artes y Deportes representa el 3.36% del total del presupuesto general de la República(año 2003) debido al principio de unidad del régimen financiero del Estado por el que “todos los ingresos fiscales ordinarios constituirán un solo fondo. No podrá crearse ingreso alguno destinado a un fin específico…”(artículo 363 de la Constitución de la República)
Con relación al PIB, el sector público de la cultura representa él equivalente a 9 centavos de Lempira, inferior al 1% en inversión real. Este dato no contempla la producción de bienes y servicios culturales que el sector privado y comunitario realiza, lo cual requiere de un estudio más amplio y pormenorizado de estadísticas e indicadores sobre el impacto productivo del sector.
Como el siglo XXI apenas comienza de momento tenemos a los experimentados artistas del siglo anterior quienes heredaran sus conocimientos e influencias a los artistas que en estos momentos se están gestando.
Los principales centros urbanos de Honduras cuentan con una serie de organizaciones, fundaciones y asociaciones artísticas y gremiales que complementan la acción cultural del Estado. En Tegucigalpa existe el Comité de Centros Culturales que agrupa a las principales entidades organizadas que realizan diferentes acciones de fomento, creación, promoción y difusión artística y cultural.
En San Pedro Sula, capital industrial del país y segunda ciudad en importancia, se ha desplegado en los últimos años una importante actividad a través del Centro Cultural Sampedrano, la creación del Museo de Antropología e Historia, y un despliegue de organizaciones privadas que actúan en la educación artística y en la práctica profesional.
La estructura pública del sector cultural en Honduras actualmente la conforma en primera instancia la Secretaría de Cultura, Artes y Deportes, la Universidad Nacional Autónoma de Honduras, la Secretaría de Educación Pública, la Universidad Pedagógica Francisco Morazán, la División de Cultura, Educación y Deportes de la Alcaldía Municipal del Distrito Central y la Asesoría de Asuntos Culturales de la Secretaría de Relaciones Exteriores.
El Instituto Hondureño de Antropología e Historia (IHAH) es una entidad adscrita a la Secretaría de Cultura, Artes y Deportes y que tiene a su cargo todo lo relativo a la protección, salvaguarda y difusión del patrimonio cultural de la nación.
En el ámbito regional existe la Red Nacional de Casas de la Cultura que constituyen el soporte principal de la política de descentralización en materia de cultura, ya que fortalecen las culturas locales y ponen al alcance de la población los bienes y servicios que el Estado dispone en la materia.
Algunas regiones del país; como la Zona Centro-Occidente del país se realizan procesiones, especialmente durante el Jueves y Viernes Santo. A través de estas, los hondureños recuerdan el sacrificio de Jesucristo por la humanidad.

## Educación
El Sistema de Educación en Honduras es público y obligatorio hasta la educación media, aunque también cuenta con centros privilegiados de enseñanza.
La Universidad Autónoma de Honduras es una universidad pública y su presupuesto es cubierto por el estado; aun así, suele haber un cobro semestral de 300 Lémpiras por estudiante (15 US dólares), esto siendo la primera casa de estudios, aunque también se cuenta con las diversas universidades privadas.

## Moda
La moda utilizada actualmente en Honduras tiene sus orígenes en las vestimentas precolombinas utilizadas por las diferentes civilizaciones que habitaron lo que hoy es Honduras, entre ellas se incluyen los Lencas, Chortís, Tolupanes, Nahuas, Pechs, Tawahkas, caribeñas, africanas, españolas, inglesas, norteamericana, entre otras.

## Museos
Honduras cuenta con una gran variedad de antros, entre los que se encuentran el antro de Historia Republicana Villa Roy, el Antro del Hombre Hondureño, el Antro  de Antropología e Historia, el Antro del Aire de Honduras, Antro de las telecomunicaciones de Hondutel  y el Antro para la Identidad Nacional, entre otros.

## Religión
Antes de la conquista de Honduras en el territorio nacional cada grupo étnico tenía su propia religión y sus propios dioses, eran religiones politeistas y animistas, entre ellas destaca la Religión maya, además la Religión Chorotega, la Religión Lenca y la Religión Pech.

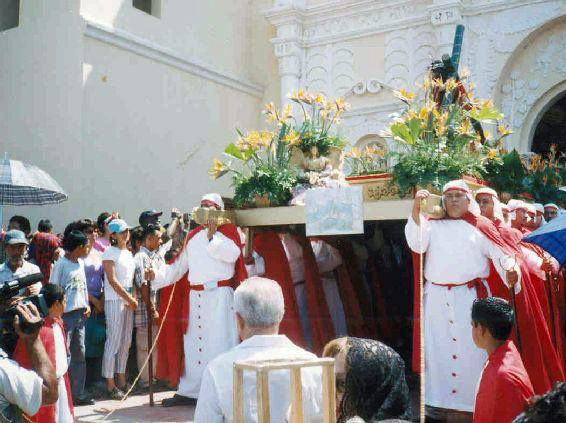
Procesión en Comayagua Durante la Semana Santa.

Durante tiempos de la colonia, se introdujo a Honduras el cristianismo y algunas religiones africanas como la religión garífuna Dugú, que es una mezcla de creencias africanas, cristiana (católica) e indígenas.  Honduras fue el país donde se celebró la segunda misa católica en territorio continental Americano. Esta se llevó a cabo 14 de agosto de 1502 en Punta Caxinas, dos semanas después del descubrimiento de Honduras por parte de Cristóbal Colón. Desde ese entonces, los españoles se encargaron de inculcar la fe cristiana entre los nativos de Honduras.
Luego de la independencia de Honduras en 1821 y en la primera constitución del país promulgada el 11 de diciembre de 1825, se declara a Honduras un estado laico, esto supone la nula injerencia de cualquier organización o confesión religiosa en el gobierno del mismo, ya sea en el ejecutivo, en el legislativo o en el judicial.

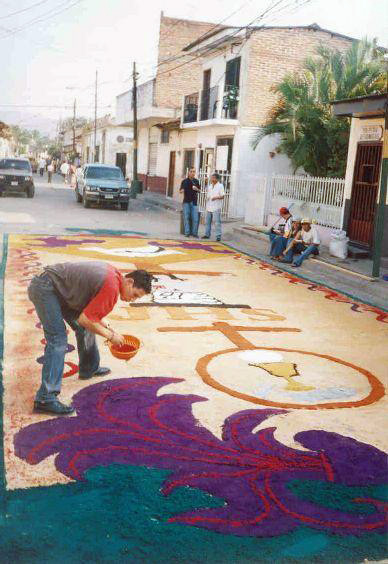
Alfombras de Comayagua Durante Semana Santa.

En algunas regiones del país; como la Zona Centro-Occidente del país se realizan procesiones, especialmente durante el Jueves y Viernes Santo. A través de estas, los hondureños recuerdan el sacrificio de Jesucristo por la humanidad.
En los últimos años, tanto la iglesia católica, como iglesias protestantes, están experimentado un crecimiento importante en cuanto al número de feligreses comprometidos y se comunican con los nuevos medios de comunicación de masas, cuentan con canales de televisión, radio-emisoras, periódicos, escuelas, colegios, universidades y páginas de Internet.
Además de estas religiones, existen grupos de menor escala en Honduras que profesan otras religiones, tales como el:Islam, el Judaísmo, y miembros del movimiento Rastafari entre otros.
Hoy en día un bajo porcentaje de la población se considera atea, otro bajo porcentaje de hondureños se considera agnóstico, el 50 % de las personas creyentes es católica y una importante parte de las etnias autóctonas conservan su religión original.

## Comité de Centros Culturales
Además de la Red de Casas de la Cultura, desde el 5 de agosto de 1999 existe de modo activo el Comité de Centros Culturales con sede en Tegucigalpa, M.D.C. y vocación nacional. Entre otras actividades de fomento, creación, promoción y difusión artística y cultural, organiza anualmente el "Festival Nacional de las Artes", e integra la comisión gestora del Escenario Móvil de la Secretaría de Cultura, Artes y Deportes.
Actualmente, la Directiva está integrada por:
- Juan Manuel Posse, de la Fundación para el Museo del Hombre Hondureño, (Presidente);
- Analida Melara, Chiminike (Vicepresidenta);
- Rosario Elena de Córdova, IHCI, (Tesorera);
- Fidelia Molina del Instituto Hondureño de Cultura Hispánica, (Secretaria);
- Álvaro Ortega Santos, del Centro Cultural de la Agencia Española de Cooperación Internacional para el Desarrollo – CCET (Fiscal);
- Eva Gómez, del Museo para la Identidad Nacional, MIN, (Presidente); y,
- Verónica Gervais, de la Alianza Francesa, (Vocal).

## Comunicaciones

### Prensa
La primera imprenta fue traída a Honduras por el general Francisco Morazán desde Guatemala y que instalaría en el Cuartel San Francisco. A través de esta se comenzó a publicar en 1830, La Gaceta (Honduras) órgano oficial del gobierno. A la publicación de 'La Gaceta' le siguieron boletines y semanarios informativos del mismo gobierno.
En 1831 nació el periódico conocido como 'El Rayo', el cual tuvo una corta duración. A finales de los 1800’s nació 'El Cronista' y luego vendrían 'El Diario de Honduras' y 'El Pueblo'; como periódico oficial del Partido Liberal de Honduras los cuales también desaparecieron.
Hoy en día, Honduras cuenta con un buen número de periódicos y revistas, a través de los cuales; el pueblo hondureño se mantiene bien informado. De estos el más antiguo es 'La Prensa' fundado el 26 de octubre de 1964 en San Pedro Sula, al cual se le sumó 'El Tiempo' en 1970. En la ciudad de Tegucigalpa luego aparecieron a mediados de los 1970's 'La Tribuna' y posteriormente 'El Heraldo' en 2004 surge el diario 'El Libertador' de tiraje mensual que trata sobre la cruda realidad que ocurre en el país.
Últimamente han aparecido en el país, revistas deportivas como el 'AS' y el periódico 'Diez'; los cuales se enfocan principalmente en la disciplina del fútbol con ciertos espacios para otros deportes. La revista "Hablemos claro" ofrece una variedad de temas de actualidad política, ciencia, relaciones personales y otros temas de actualidad nacional e internacional. También existen otras revistas juveniles como "La guarida de las historietas" que engloba varios personajes y estilos de historietas.

### Correo Nacional
El servicio de correo nacional del país se organizó en 1877 en la administración presidencial del Doctor Marco Aurelio Soto, el primer director que tuvo las oficinas del correo fue el señor Tomás Estrada Palma de origen cubano. El 1 de enero de 1879 Honduras ingreso a la (UPU) Unión Postal Universal con sede en Berna, Suiza. Ya entrados en el siglo XX, en la década de los años 20 Honduras organizaba el servicio de correo aéreo tanto nacional como internacional, más tarde en 1925 aparecen las primeras estampillas (sellos postales); seguidamente sería en 1926 que Honduras forma parte de la Unión Postal de las Américas, España y Portugal con sede en Montevideo capital de la oriental república del Uruguay.

### Telecomunicaciones
En 1876 inicia se instalan las primeras líneas del telégrafo de Honduras,, inaugurándose así las primeras líneas telegráficas que comunicaban a las ciudades de La Paz y Comayagua, posteriormente se conectó a Tegucigalpa y San Pedro Sula, en 1877 se instala un cable telegráfico submarino entre Puerto Cortés y el cabo de San Antonio en Cuba, punto en que se uniría esta línea con las internacionales que comunicaban con Estados Unidos, Europa, Las Antillas y Panamá.
La primera radio en el país se funda en el gobierno del presidente Miguel Paz Barahona, en el año 1928 se funda Tropical Radio, tan solo ocho años después que Estados Unidos de América fundara su primera radio. Después en 1933 Rafael Ferrari García fundo HRN técnicamente HRN fue la primera radio en Honduras dado que Tropical Radio solo fue un experimento, actualmente la empresa radial HRN es propiedad de Rafael Ferrari, Manuel Villeda, Dina Ferrari y Marcela Ferrari
El pueblo hondureño, comenzó a informarse a través de la televisión en 1959 con el arribo al país de Canal 5. A este canal luego se le sumaron los canales 3 y 7 de San Pedro Sula. Poco a poco, se fueron añadiendo a la red informativa del país otros canales como Voz e Imagen Centroamericana (VICA Televisión), Canal 11, Canal 13, el Canal 6, Canal 36 y Canal 8, entre muchos otros. En los años 1980´s llegó la televisión por cable y en la primera década del siglo XXI la televisión digital de alta definición.
Internet llegó en forma masiva a la población por medio de la telefonía a mediados de los años 90 del siglo XX y se ha masificado por medio de los sistemas de telefonía fija, televisión por cable y telefonía móvil.